# Armida Miserere
Armida Miserere (Taranto, 31 maggio 1956 – Sulmona, 19 aprile 2003) è stata una funzionaria italiana, direttrice di diversi istituti di pena italiani. La sua vita e il suo suicidio sono stati oggetto di alcuni libri e di un film.

## Biografia
Armida Miserere fu una delle prime donne direttrici di carcere a capo di un istituto di pena in Italia alla metà degli anni Ottanta, immediatamente dopo l’entrata in vigore della legge Gozzini. Laureata in giurisprudenza, con la specializzazione in criminologia, nacque e passò la sua infanzia a Casacalenda in Molise, il paese di origine dei genitori. Figlia di militare, abituata alla disciplina, iniziò la sua carriera a 28 anni come vice-direttrice del carcere di Parma (dove conobbe Umberto Mormile, educatore della prigione di Milano-Opera - insegnava teatro ai detenuti - che lavora all'interno della struttura). Per vent'anni (gli anni della mafia, del terrorismo, della P2) ricoprì l'incarico di direttrice in varie carceri d'Italia: Voghera, luogo di detenzione delle terroriste "irriducibili", Pianosa, l'Ucciardone a Palermo, poi Torino, Ascoli Piceno, Spoleto, Lodi, San Vittore a Milano, Badu 'e Carros a Nuoro, Cremona e infine Sulmona. 
Più volte nella sua carriera fu inviata dal ministero della giustizia a risolvere situazioni singolari in istituti di pena ritenuti "difficili" (come alle Vallette di Torino dopo la fuga del detenuto Vincenzo Curcio condannato all'ergastolo, all’Ucciardone in seguito alla morte di un agente, a Pianosa subito dopo che Falcone e Borsellino furono uccisi); per il modo intransigente con cui concepiva il carcere acquisì una fama da dura, tanto da essere soprannominata "la fimmina bestia" (all'Ucciardone), o "il colonnello".
In un'intervista rilasciata al settimanale IO Donna nel novembre 1997 chiarì le sue idee circa il ruolo del carcere, che deve sì recuperare il detenuto restituendolo poi «cambiato» alla società, ma deve comunque «essere un carcere e non un grand hotel»; nella stessa intervista, attirandosi molte critiche, definì «boiate» i trattamenti risocializzanti, anche se in anni successivi attenuò questo giudizio negativo, tanto da sostenere percorsi di rieducazione come alcune edizioni di "IngressoLibero", in collaborazione con l'Associazione Sulmonacinema, e corsi scolastici da effettuare in carcere anche per i detenuti di alta sicurezza.
Il 19 aprile 2003 Armida Miserere, definita "donna inflessibile", contestata da detenuti e associazioni umanitarie per i suoi metodi di gestione delle carceri, ma che godeva dell'amicizia di magistrati come Gian Carlo Caselli e Alfonso Sabella, si sparò un colpo di pistola alla testa con la sua calibro 9mm, nell'abitazione annessa al penitenziario di Sulmona. Accanto a lei il suo cane e sul letto la foto del suo compagno Umberto Mormile, ucciso in un agguato di 'Ndrangheta nel 1990 sulla provinciale Binasco-Melegnano nei pressi di Carpiano, mentre andava al lavoro. Sei colpi di una pistola calibro 38 special esplosi da una moto Honda CBR 600 che fiancheggiò la sua automobile Alfa Romeo 33, omicidio che venne rivendicato dalla Falange Armata Carceraria, che esordì esattamente con questo assassinio. Il lutto la segnò profondamente, anche perché associato alla rabbia e all'angoscia di non aver potuto avere giustizia, pur avendo fin dall'inizio comunicato i suoi sospetti poi rivelatisi veritieri. I responsabili della morte di Umberto Mormile furono individuati solo 11 anni dopo, nel 2001, in relazione a un maxiprocesso contro 'Ndrangheta e Camorra a Milano, e il rinvio a giudizio alla Corte d'assise fu fissato per maggio 2003, ma Armida si era già uccisa.

## Riferimenti nella cultura di massa
- Miserere: vita e morte di Armida Miserere: Intrigata dai giornali che titolavano “Suicida la direttrice dura” sulla morte di Armida, la giornalista del quotidiano La Repubblica Cristina Zagaria iniziò a raccogliere le notizie di cronaca e le agenzie di stampa e a settembre partì per Casacalenda chiedendo di parlare con il sindaco. Fu messa in contatto con gli amici intimi Iole Ramaglia, assessore alla cultura e Luigi[13]. Partendo dai diari di Armida e da documenti inediti messi a disposizione dalla famiglia, e incrociando altre informazioni ottenute attraverso molte delle conversazioni avute con i suoi amici, gli uomini della scorta, i colleghi, tutti citati nei diari, Cristina Zagaria riuscì a ricostruire gli ultimi quindici anni di vita di Armida e il suo carattere complesso e contraddittorio: da una parte l'atteggiamento rigido, quasi di sfida; dall'altra la necessità di quella protezione che, dopo la morte del compagno, non aveva più ritrovato[14]. Tutto il materiale che ricostruiva la vita privata e pubblica di Armida Miserere venne raccolto nel libro Miserere: vita e morte di Armida Miserere pubblicato dalla casa editrice Dario Flaccovio nel 2006.
- Nel 2013 Marco Simon Puccioni scrisse e diresse il film Come il vento incentrato sui suoi ultimi tredici anni di vita, il periodo che va dal 1989 al 2003, anni caratterizzati da un inasprimento dei crimini mafiosi e dallo scontro aperto tra le istituzioni e le mafie[15]. Il film, girato in diverse parti d’Italia[16], fu presentato fuori concorso all'ottava edizione del Festa del Cinema di Roma nel 2013 (distribuito nelle sale italiane dal 28 novembre da Ambi Pictures) e fu proiettato successivamente in apertura della rassegna L'Aquila sotto le stelle organizzata nell’arena del Centro culturale Elsa Morante. Per il ruolo della protagonista, Valeria Golino ottenne diversi riconoscimenti[15]. Nel cast altri interpreti: Filippo Timi nel ruolo di Umberto, Francesco Scianna in quello di Riccardo Rauso e Chiara Caselli che recitò la parte di Rita Rauso.